# 青木豪
青木 豪（あおき ごう、1967年4月12日 - ）は、日本の劇作家、脚本家、演出家。神奈川県横須賀市出身。明治大学文学部文学科演劇学専攻卒業。グリング主宰。キューブ所属。

## 略歴
円・演劇研究所を卒業の後、1997年に劇団グリングを旗揚げし、全18公演の作・演出を務める。2009年に活動休止、2014年に解散。
2002年、『ストリップ』が日本劇作家協会新人戯曲賞の一時選考を通過。2007年、『獏のゆりかご』で第51回岸田國士戯曲賞候補。2012年、『往転-オウテン』で第66回文化庁芸術祭新人賞受賞。2013年、文化庁新進芸術家派遣制度により1年間ロンドンに留学。
2016年3月よりキューブに所属。

## 舞台

### 作・演出
グリング公演
- 『アフター・スクール』（1997年、東京芸術劇場）
- 『光のあと』（1998年、東京芸術劇場）
- 『昨日・今日・明日』（1999年、アイピット目白）
- 『イノセント』（2001年、東京芸術劇場）
- 『3／3　サンブンノサン』（2001年、東京芸術劇場）
- 『ストリップ』（2002年、『劇』小劇場）
- 『ヒトガタ』（2003年、スズナリ）
- 『jam』（2003年、スズナリ）
- 『旧歌 きゅうか』（2004年、『劇』小劇場）
- 『ストリップ』（2004年、シアタートップス）
- 『カリフォルニア』（2005年、シアタートップス）
- 『海賊』（2005年、スズナリ）
- 『虹』（2006年、紀伊國屋ホール）
- 『ヒトガタ』（2007年、シアタートップス）
- 『Get Back!』（2007年、スズナリ）
- 『ピース-短編集のような・・・・・』（2008年、スズナリ）
- 『吸血鬼』（2009年、青山円形劇場）
- 『Jam』（2009年、東京芸術劇場）…活動休止公演

その他公演
- 『エスペラント～教師たちの修学旅行の夜』（2006年、文学座アトリエ）
- 『僕らのチカラで世界があと何回救えたか』（2010年、紀伊国屋ホール）
- 世田谷パブリックシアター「往転-オウテン」（2011年、シアタートラム）
- 『花より男子』（2016年、シアタークリエ） - 脚本
- 『極付印度伝 マハーバーラタ戦記』（2017年、歌舞伎座） - 脚本
- 『恋におちたシェイクスピア』 （2018年、劇団四季) - 演出
- 『音楽劇「マニアック」』（2019年1月19日 - 1月29日、森ノ宮ピロティホール・2月5日 - 2月27日、新国立劇場 中劇場） - 脚本・演出
- 『音楽劇「星の王子さま」』 （2020年1月～2月、水戸芸術館 ACM劇場・東京芸術劇場 シアターイースト・兵庫県立芸術文化センター 阪急中ホール） - 脚本・演出
- 『十二夜』 （2020年3月、本多劇場・近鉄アート館 ※一部公演中止） - 演出
- ヴィレッヂプロデュース2020 Series Another Style『カチカチ山』 （2020年10月、東京建物Brillia HALL） - 脚本
- 舞台『銀河鉄道の父』 （2020年10月、新国立劇場 小劇場） - 演出
- 『両国花錦闘士(りょうごくおしゃれりきし)』 （2020年12月、明治座・2021年1月、新歌舞伎座、博多座） - 脚本・演出
- 『バケモノの子』（2022年、劇団四季）- 演出

## テレビドラマ
- HTBスペシャルドラマ『ミエルヒ』（2009年12月19日、北海道テレビ放送） - 脚本
- 時々迷々 14・26・29・32・49話（2009年 - 2012年、NHK教育テレビジョン） - 脚本
- HTBスペシャルドラマ『幸せハッピー』（2012年12月15日、北海道テレビ放送） - 脚本